# Temelucha cycnea
Temelucha cycnea är en stekelart som beskrevs av Geoffrey John Kerrich 1959.
Temelucha cycnea ingår i släktet Temelucha och familjen brokparasitsteklar. Inga underarter finns listade i Catalogue of Life.